# علی‌آباد (مشک‌آباد)
علی‌آباد (مشک‌آباد)، روستایی از توابع بخش مرکزی شهرستان اراک در استان مرکزی ایران است.

## جمعیت
این روستا در دهستان مشک‌آباد قرار دارد و براساس سرشماری مرکز آمار ایران در سال ۱۳۸۵، جمعیت آن ۱۷۸ نفر(۴۵خانوار) بوده‌است.